# Гвоздовка (Воронежская область)
Гвоздовка — село (хутор) в Ольховатском районе Воронежской области России.
Входит в состав Марьевского сельского поселения.

## География
Находится на правом берегу реки Чёрная Калитва.

### Улицы
- ул. Заречная
- ул. Молодёжная
- ул. Новоселовка
- ул. Октябрьская
- ул. Садовая

## История
Хутор образовался в середине XVIII века, когда здесь на землях  принадлежащих  полковнику Тевяшову поселился житель  Ольховатки  Андрей Гвоздъ с большой семьей и родственниками.  В  переписи  малороссиян слободы Ольховатки  1748 года  указан  Андрей Федорович Гвоздъ 30-ти лет   в  семье своего отца  Фёдора  Юрьевича  Гвозда. Интересен  факт ,  что его брат Федор  Федорович , проживавший  отдельной  семьёй  записан - Гвоздев . К  сегодняшнему  времени  фамилия  первопоселенцев  трансформировалась в Гвозденко ,  а  название  Населённого пункта  сохранило  её  первоначальное  звучание. 

## Население
| 1859 | 1897 | 2010 |
| ---- | ---- | ---- |
| 877  | ↘621 | ↘579 |